# 헬레나 푸르망
헬레나 푸르망(Helena Fourment, 1614년 4월 11일 ~ 1673년 7월 15일)은 바로크 화가 페테르 파울 루벤스의 두 번째 부인이다. 헬레나는 그의 그림에 많은 영향을 끼쳤으며 루벤스는 그녀를 그린 많은 초상화 작품을 남겼다.
1630년 12월 6일 그녀의 첫 번째 남편인 페테르 파울 루벤스와 결혼했으며 당시 그녀의 나이는 16세, 루벤스의 나이는 53세였다. 1640년 루벤스가 사망한 후 헬레나는 안트베르펜의 시의회장이었던 Jean-Baptiste de Brouchoven을 만나 1644년 10월 9일에 아들, Jean de Brouchoven, 2nd Count of Bergeyck를 낳았으며 그 후 헬레나와 Jean-Baptiste는 1645년에 결혼했다.

## 작품 속 헬레나 푸르망

### 초상화

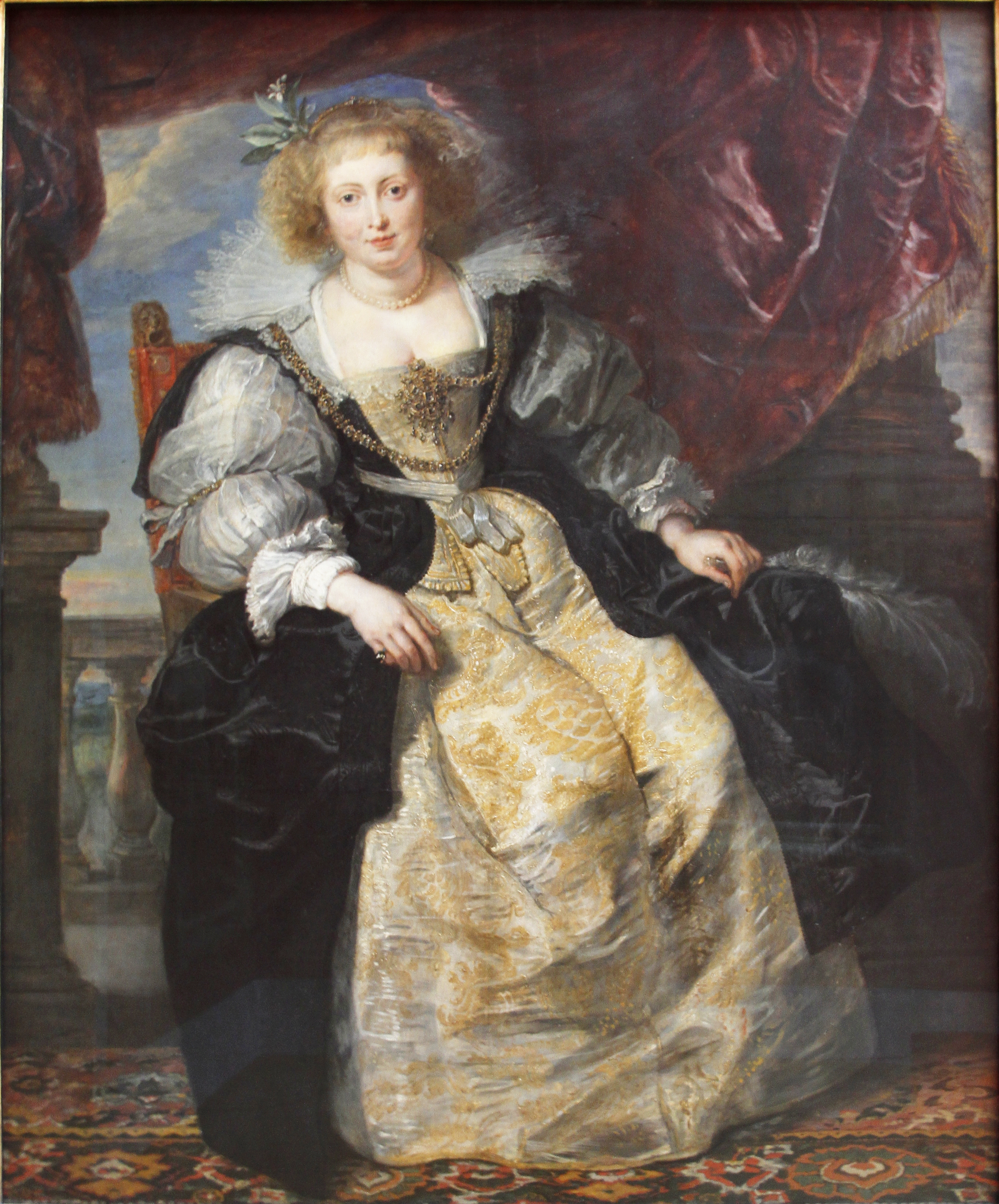
Helena Fourment, c. 1630, now in the Alte Pinakothek
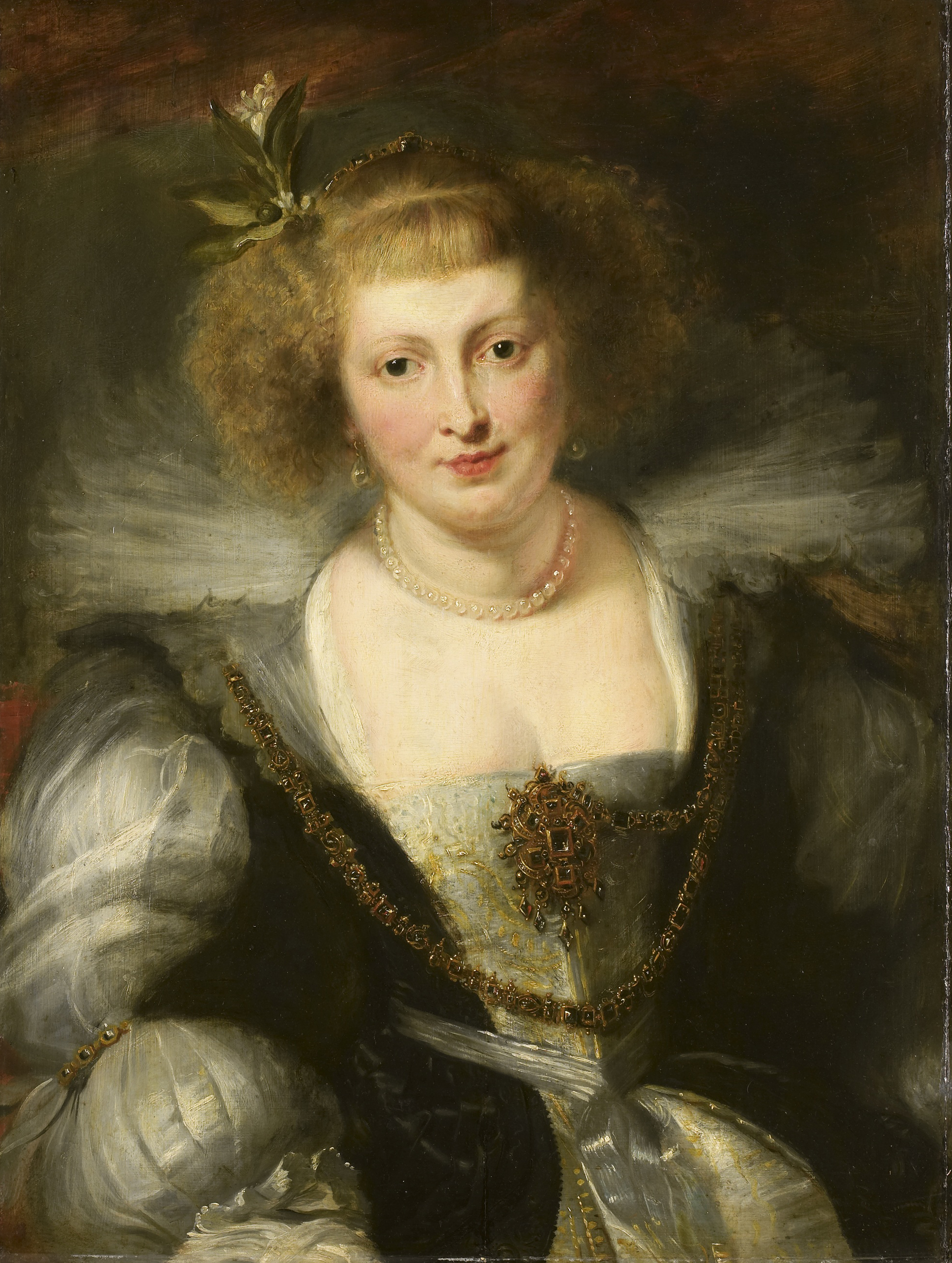
Helena Fourment in wedding dress, detail
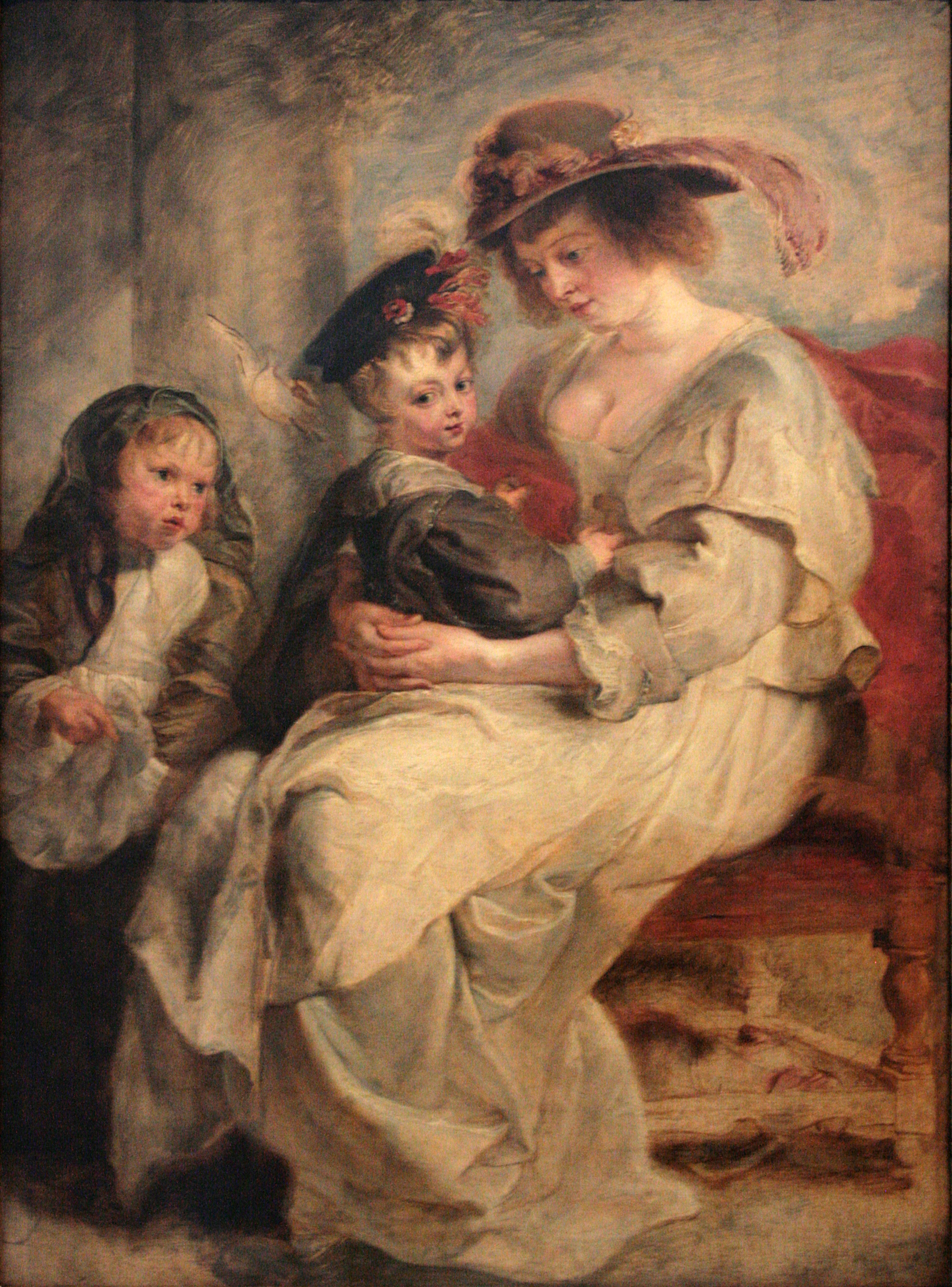
Helena Fourment with two of her children, c. 1635, Louvre
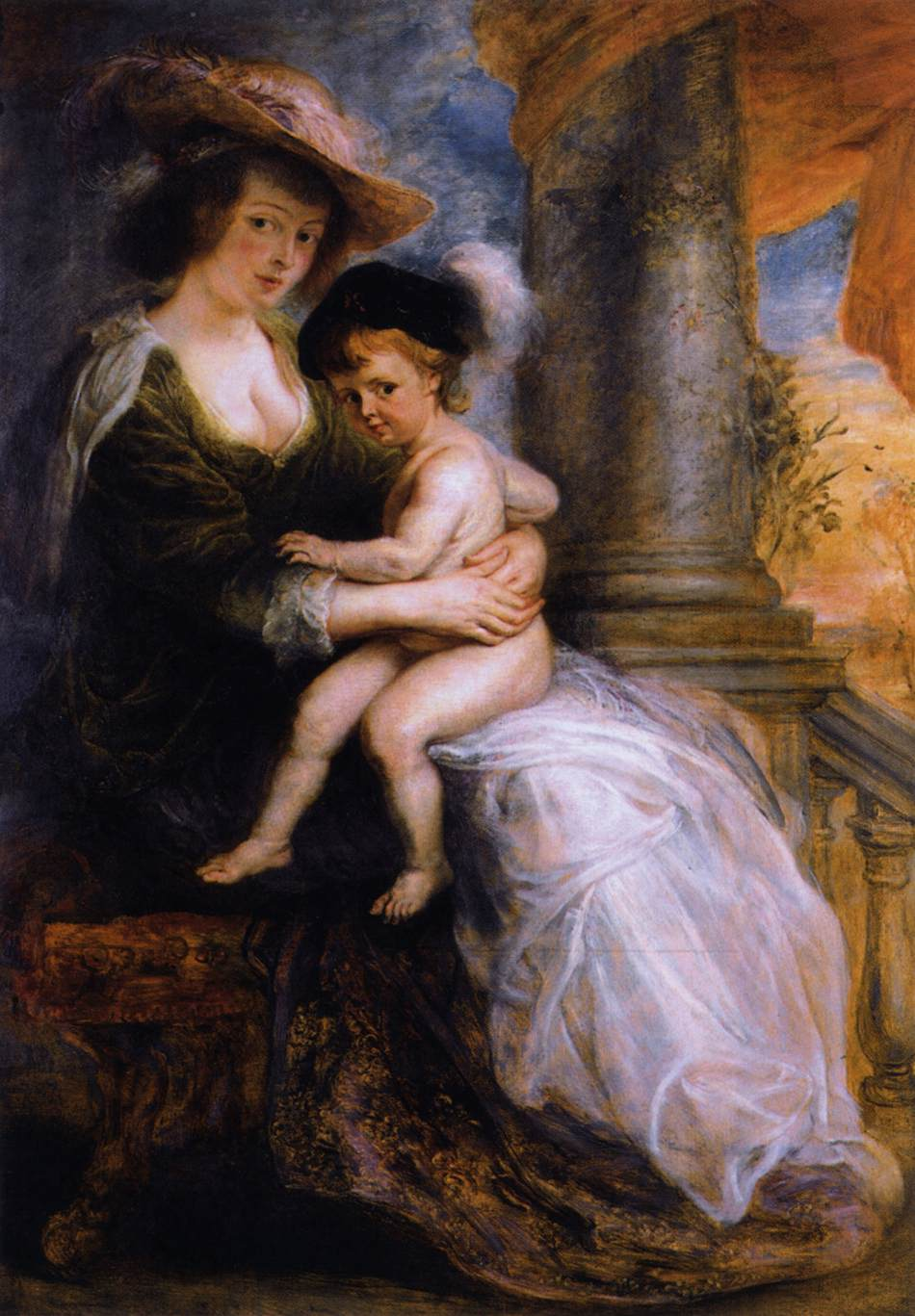
Helena Fourment with her Son Francis, c. 1634–1635, Alte Pinakothek
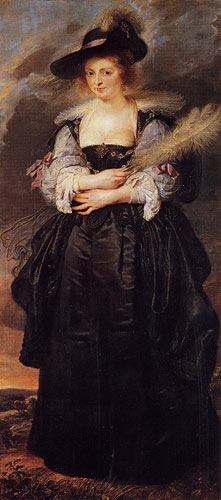
Portrait of Helena Fourment, c. 1638, now in the Museu Calouste Gulbenkian
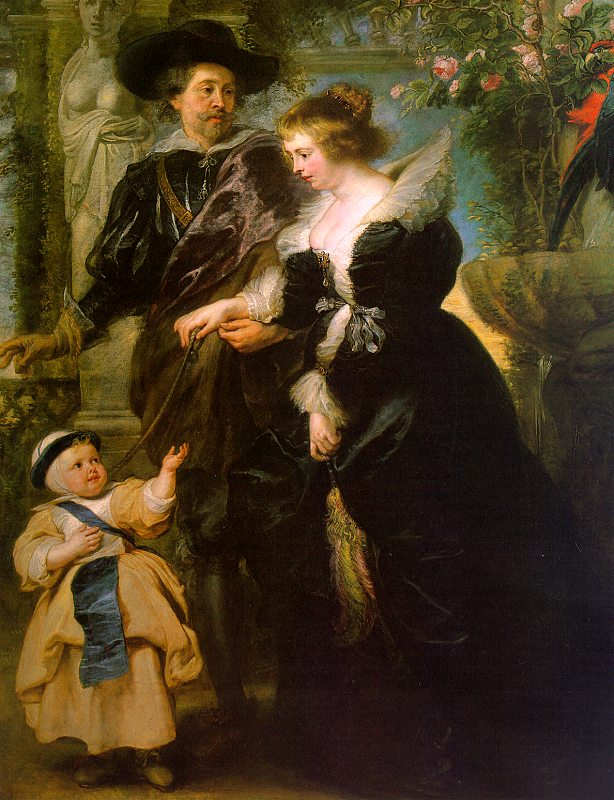
Rubens with Helena Fourment and their son Peter Paul, 1639, now in the Metropolitan Museum of Art
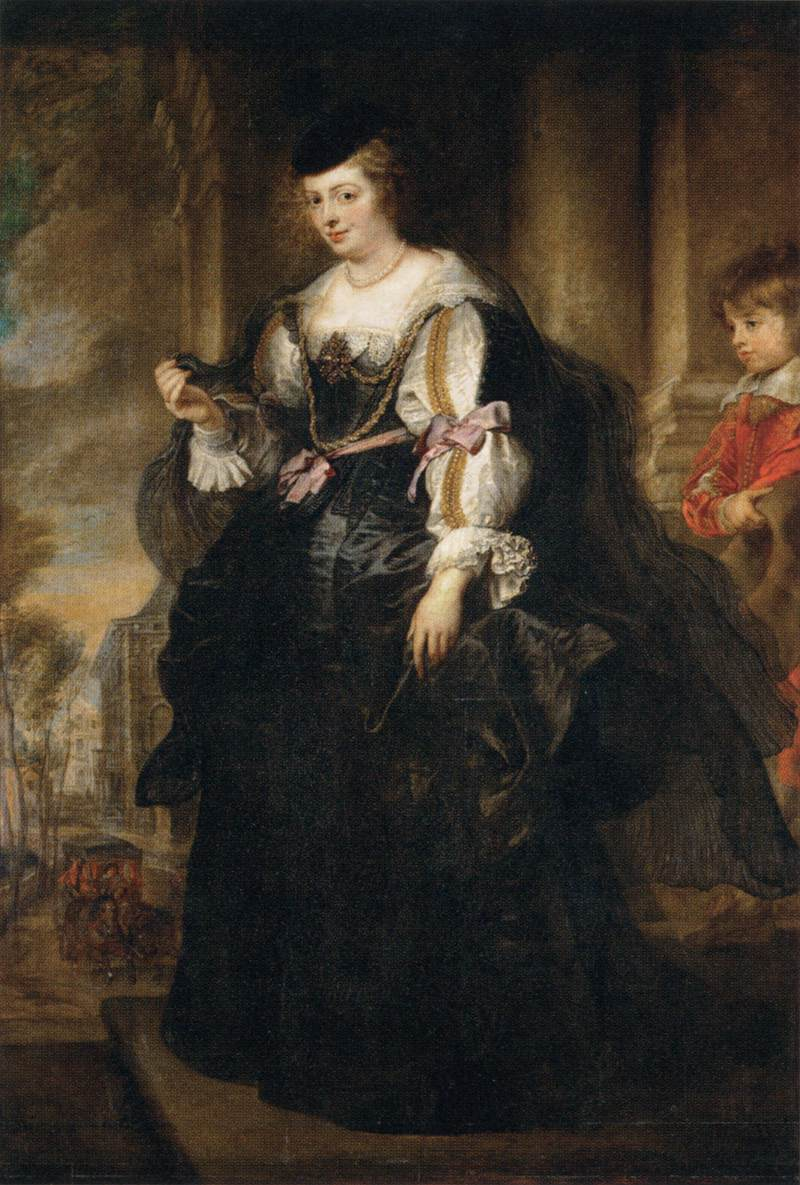
Helena Fourment with a Carriage, 1639
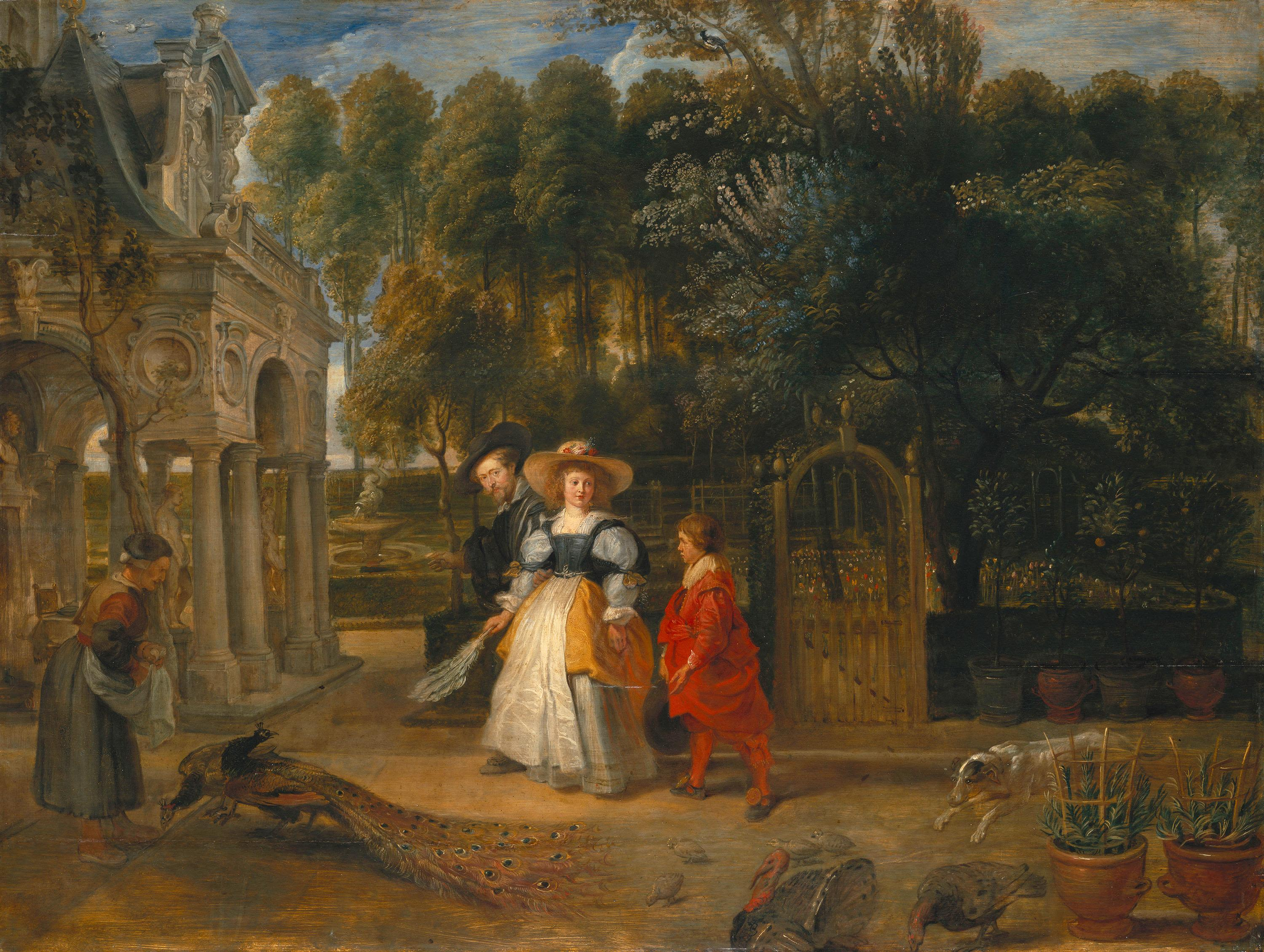
Helena Fourment with her first husband and child

### 모델

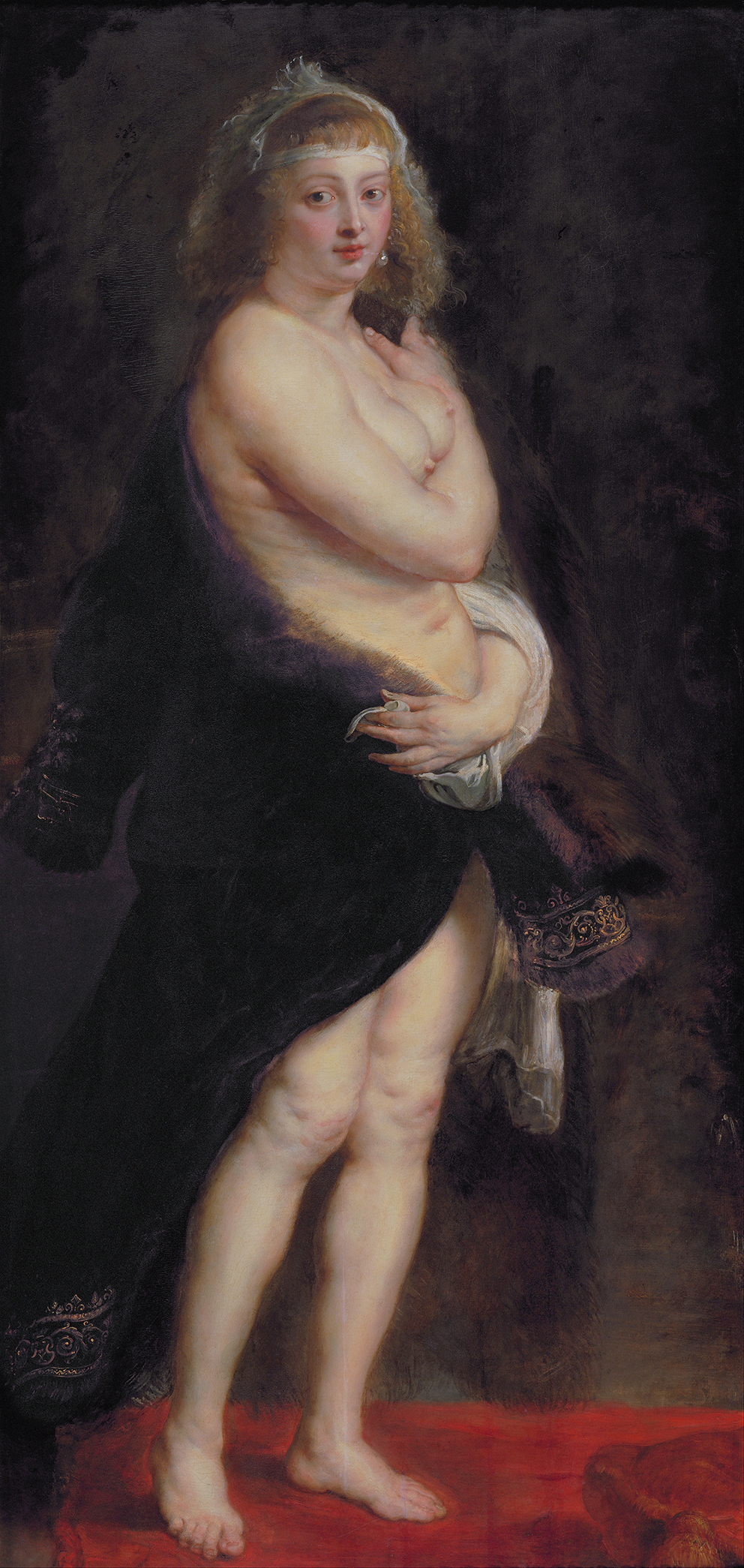
Het Pelsken
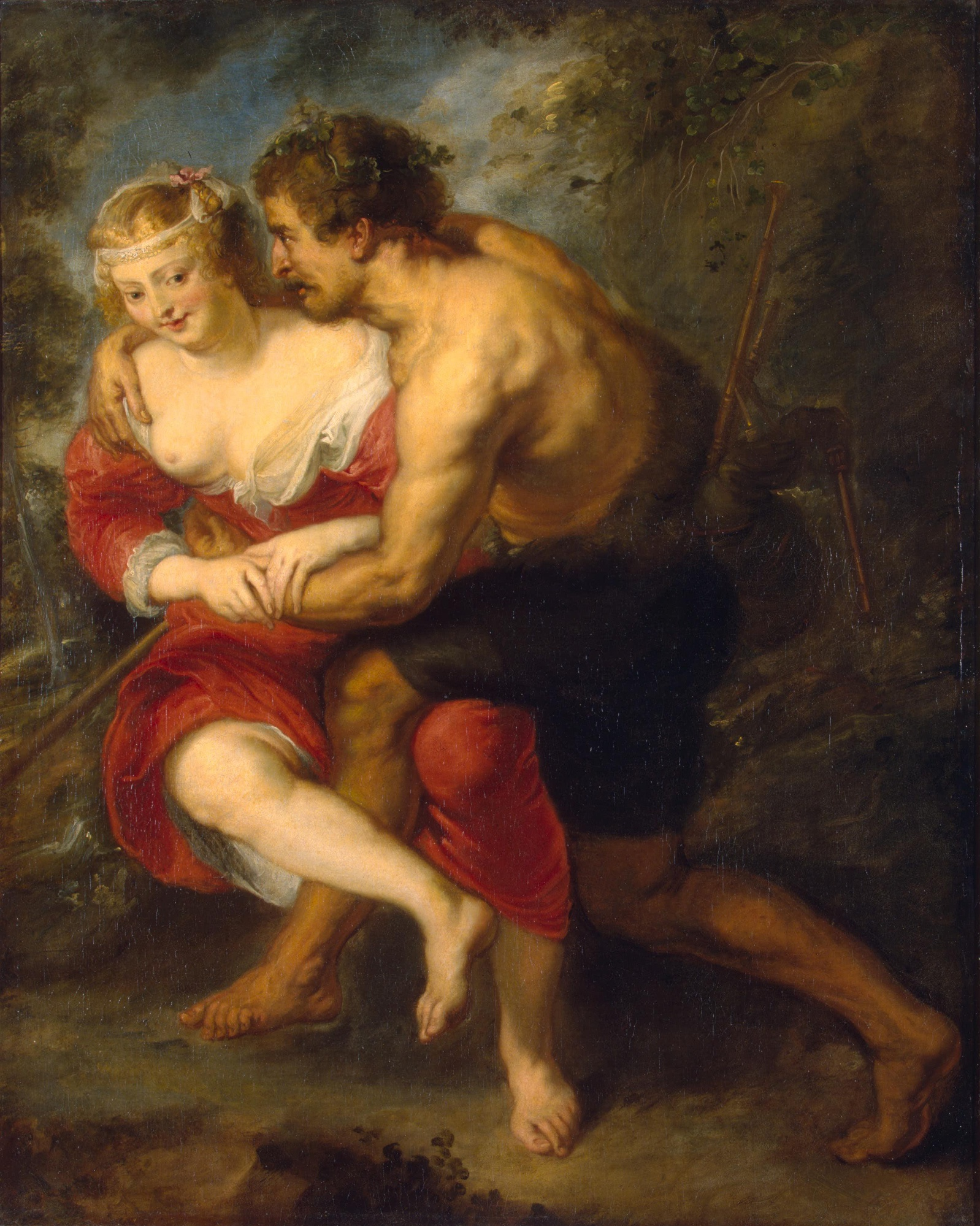
Pastoral Scene
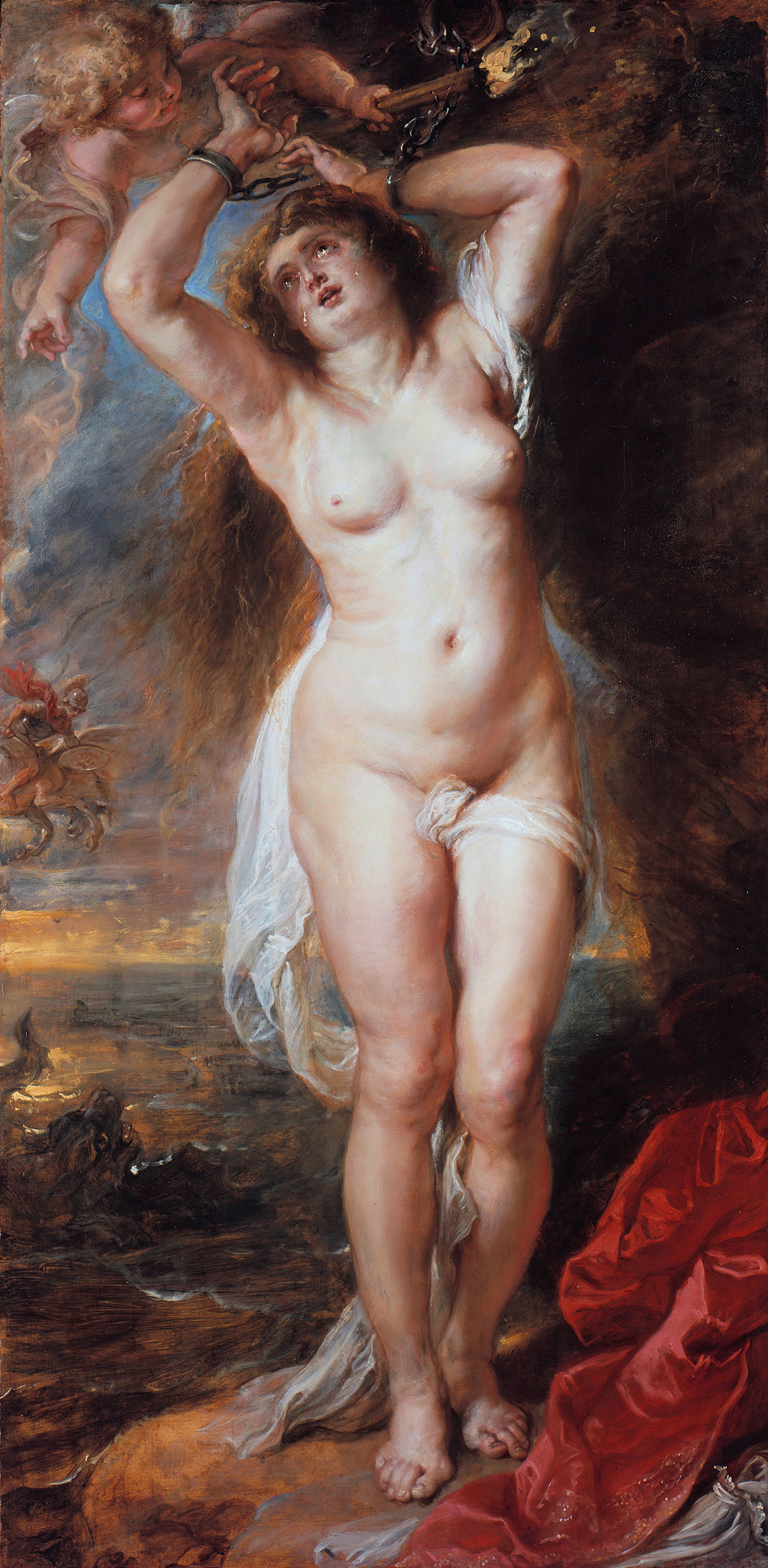
Andromeda
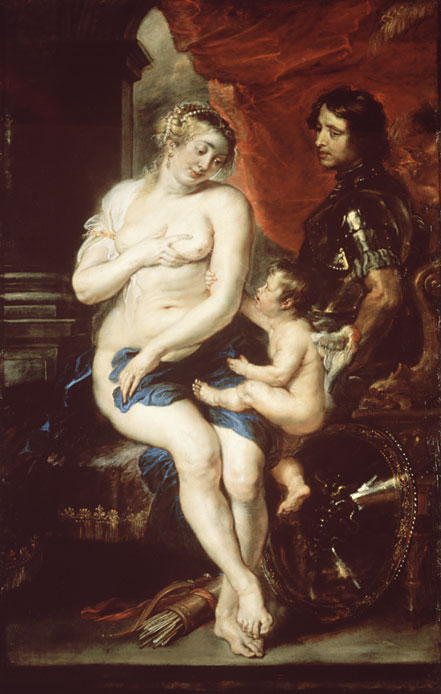
Venus, Mars and Cupid
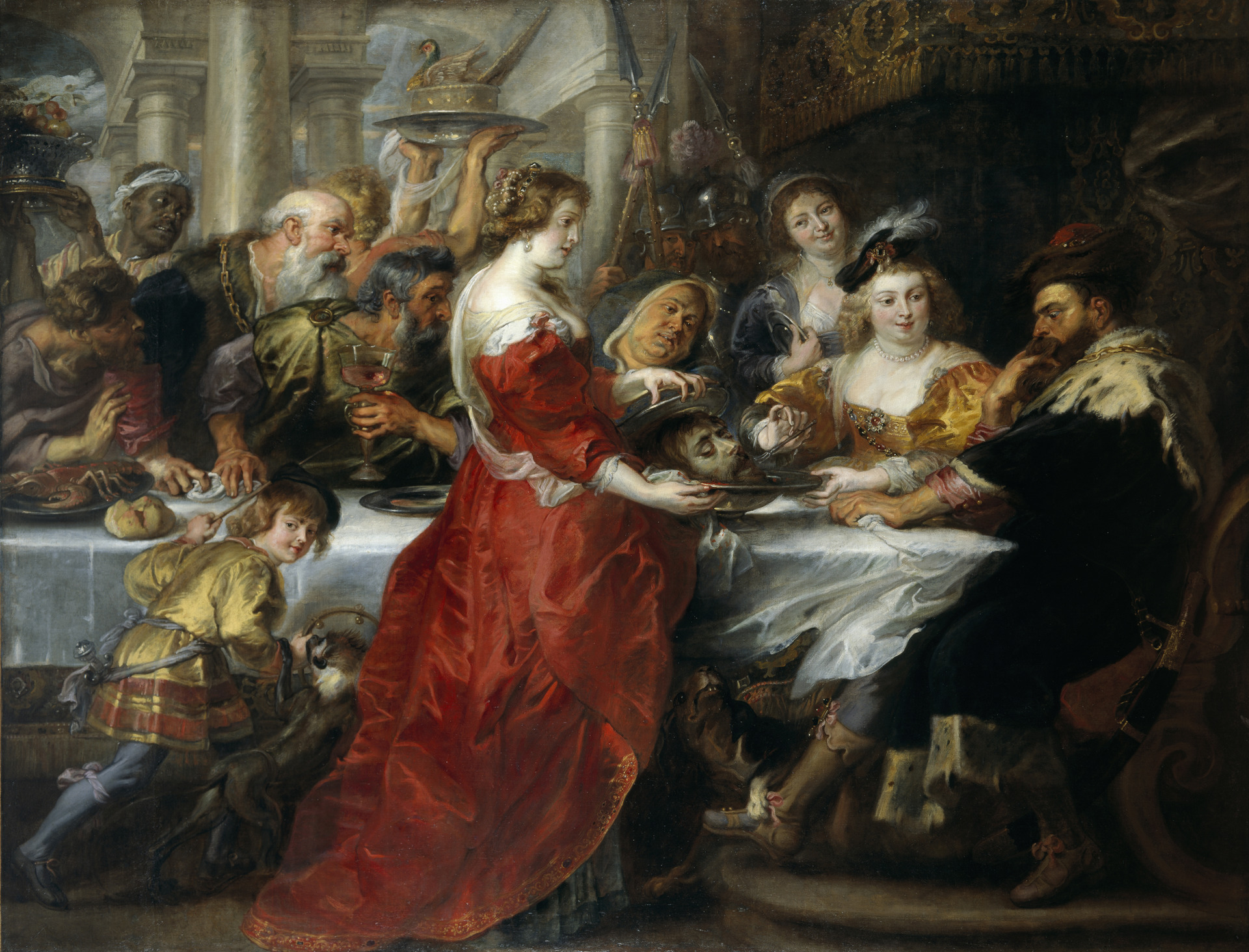
The feast of Herodes and Salome
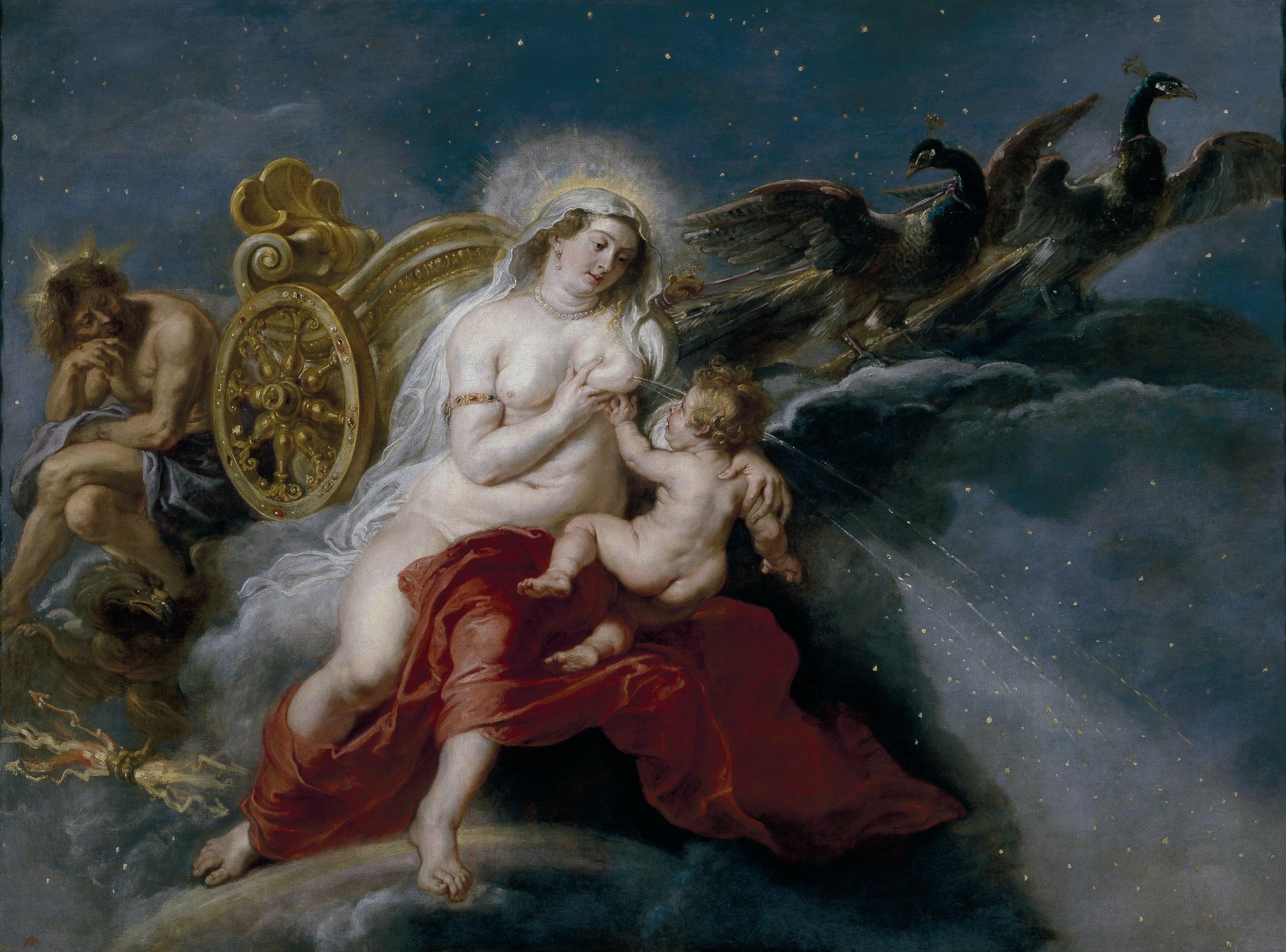
The Origin of the Milky Way
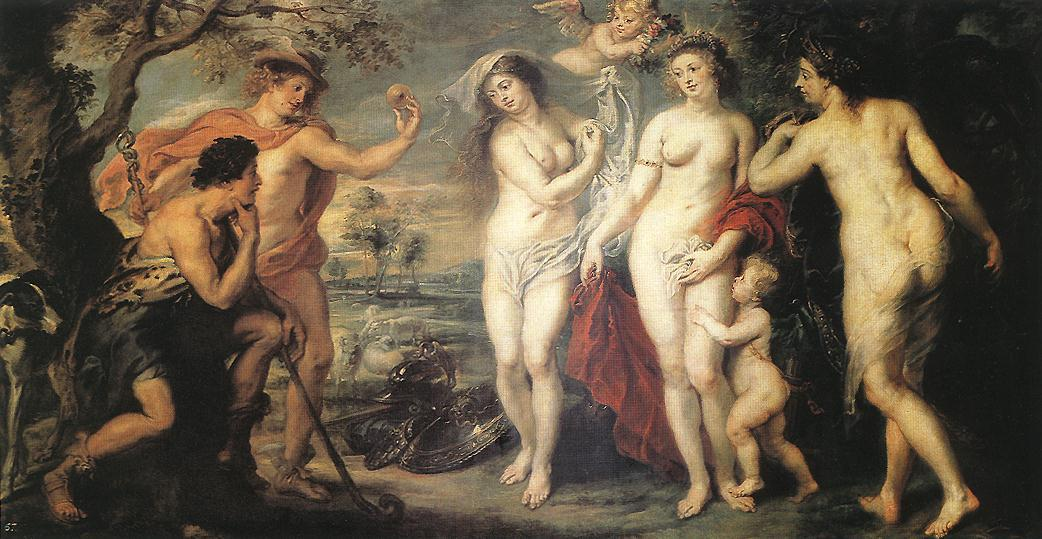
Judgment of Paris
삼미신: 왼쪽에서 두 번째 인물이 헬레나를 모델로 하여 그려졌다.
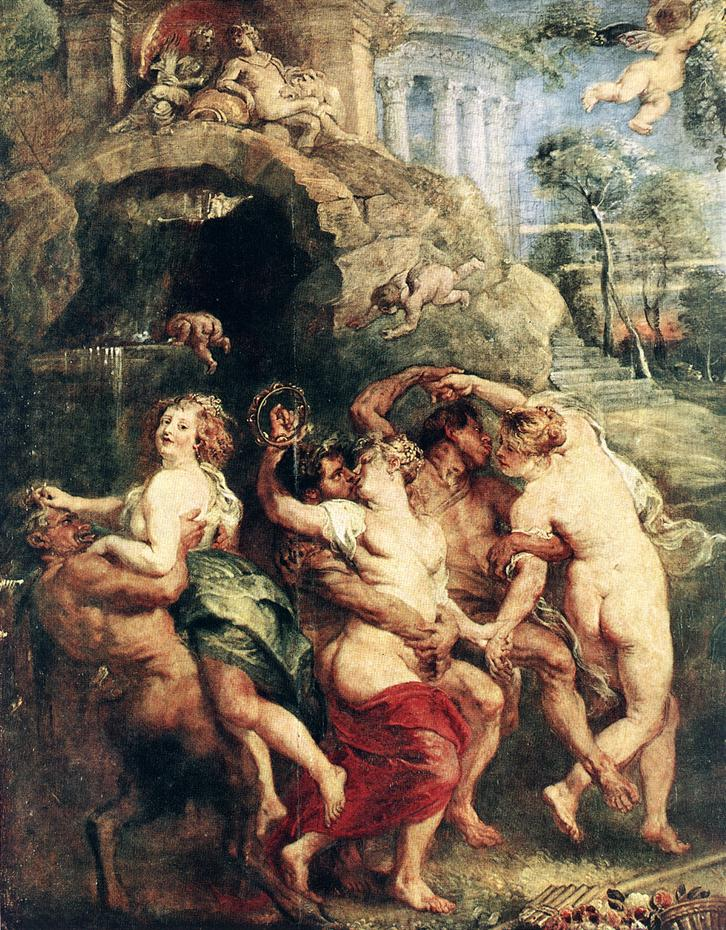
Feast of Venus (detail)